# Lysostafin
Lysostafin är ett enzym som bland annat hämmar tillväxten av bakterien Staphylococcus aureus, och som därför kan fungera som ett bakteriocin (antimikrobiellt medel) mot  denna.
Lysostafin är ett 27 KDa glycylglycin-endopeptidas, ett antibakteriellt enzym som kan klyva de tvärbindande pentaglycinbryggorna som finns i cellväggspeptidoglykanen hos vissa stafylokocker. Lysostafin isolerades först från en kultur av Staphylococcus simulans av Schindler och Schuhardt 1964. S. aureus cellväggar innehåller höga andelar pentaglycin, vilket gör lysostafin till ett mycket effektivt medel mot både aktivt växande och vilande bakterier.
Staphylococcusinfektioner av både Staphylococcus aureus och Staphylococcus epidermidis fortsätter att vara ett stort problem i kliniska miljöer, särskilt de med implanterbara enheter. Stafylokocker orsakar en betydande andel av enhetsinfektioner, och liksom många andra patogener, snarare än att leva som fria planktonceller inom värden, har de förmågan att bilda en flerskiktad gemenskap av fastsittande bakterieceller som kallas en biofilm på implanterbara enheter. När en "stafylokock"-biofilm väl har bildats på en implanterad medicinsk apparat är den svår att störa på grund av dess antibiotikaresistens och skydd mot bakteriell verkan.
Många studier har tidigare publicerats om lysostafin sedan dess isolering, både in vitro och in vivo. Lysostafin har visat sig utrota känsliga S. aureus-biofilmer. Det har också rapporterats vara effektivt för att störa S. epidermidis -biofilmer in vitro, om än vid högre koncentrationer av enzymet. Jämfört med vanliga antibiotika som vankomycin, har lysostafin visat sig visa större antibakteriell aktivitet in vitro. Enzymet har visat effektivitet mot meticillinkänsliga S. aureus (MSSA) och meticillinresistent S. aureus (MRSA) medierad keratit in vivo i en kaninmodell. Dessutom har det visats att lysostafin kombinerat med antimikrobiella medel som cefazolin, klaritromycin, doxycyklin, levofloxacin, linezolid och quinuprisitin/dalfopristin har en synergistisk effekt på MSSA-stammar av bakterierna. En studie publicerad av Belyansky et al. illustrerade att ett lysostafinbundet nät visade dramatiska konserveringsresultat i en råttmodell.
Att använda lysostafin för att behandla "Stafylokocker"-biofilmer förbundna med infektioner kan visa sig vara att föredra framför att använda antibiotika eftersom det kan vara möjligt att tillföra enzymet i relativt låga doser och störa en stafylokockbioflim, vilket eliminerar behovet av kirurgiskt avlägsnande av den infekterade enheten.